# Јован Трифуноски
Јован Трифуноски (Вруток, 23. септембар 1914 — Београд, 1. фебруар 1997) био је српски и македонски географ, антропогеограф и универзитетски професор.

## Биографија
Рођен је 23. септембра 1914. године у селу Вруток код Гостивара, у српској земљорадничкој породици. Отац се звао Филип, а стриц Србин. Основну школу завршио је у родном селу а седам разреда гимназије у Скопљу. Осми разред и дипломски испит положио је у Тетову. На Филозофски факултет у Скопљу уписао се 1935. и завршио га са успехом 1939. године. После завршених студија одлази у војску у Београду, где служи у Војно-географском институту. Из војске је изашао као геодетски потпоручник. Од новембра 1940. до марта 1941. године био је асистент на географском институту при Филозофском факултету у Скопљу. Учествовао је у Априлском рату. За време окупације боравио је као избеглица у Београду. Од 1941. до 1943, радио је као асистент на Геофрафском институту у Београду када је отпуштен, па је радио као професор географије у Другој и Петој београдској гимназији.
Године 1943. положио је државни асистенски испит који му је признат и од нових власти пред специјалном државном комисијом 1945. од 1943. до 1945. радио је као асистент на Београдском географском институту. Године 1946. пребачен је у Скопље, на Скопски филозофски факултет где је као асистент радио до 1952, када добија звање универзитетског предавача. Докторирао је 1950. године пред комисијом Сану одбранивши као тезу антропогеографску студију: Кумановско-прешевска Црна Гора. На Скопском Универзитету радио је до свог пензионисања 1979. године.
Радио је у Београду и Скопљу као редовни и ванредни професор. Целог живота радио је на антропогеографским изучавањима, остварујући идеју Јована Цвијића, бар што се тиче јужног дела Југославије, о антропогеогрефском изучвању свих насеља у земљи-Едиција Насеља и порекло становништва. Објавио је велики број монографија и стручних расправа на тему антропогеографије у еминентним часописима као што су: Гласник српског географског друштва, Српски етнографски зборник, Гласник САНУ-а и у многим другим.
Често је истицао српску етничку припадност и у својим радовима истицао српски карактер македонског становништва, не одричући савремено постојање македонске нације. Године 1995. то своје мишљење исказао је у делу Македонизирање Јужне Србије. Од почетка 1984. године био је стално настањен у Београду, где је и умро 1. фебруара 1997. године.
У радовима се до 1944. потписивао као Трифуновић.

## Дела
- Кумановско-прешевска Црна Гора, Београд 1951.
- Кумановска област, Скопје 1974.
- Кривопаланачка област
- Сеоска насеља Скопске котлине, Скопје 1974.
- Сеоска насеља Скопског поља
- Скопска Црна Гора
- Скопски Дервен
- Поречието на Кадина река
- Слив Маркове реке
- Полог
- Охридско-струшка област
- Битољско-прилепска котлина
- Кочанска котлина
- Струмички крај
- Овчепољска котлина
- Кичевска котлина
- Врањска котлина
- Грделичка клисура
- Качаничка клисура
- Горња Пчиња
- Македонска градска насеља
- Албанско становништво у Ср Македонији
- Турско становништво у Ср Македонији
- О пореклу становништва у Струмичкој котлини
- Македонизирање јужне Србије
- Трифуноски, Јован Ф. (1990). „Велика сеоба Срба у народним предањима из Македоније” (PDF). Етнолошке свеске. 11: 54—61. Архивирано из оригинала (PDF) 15. 04. 2018. г. Приступљено 11. 05. 2019.